# سیارک ۵۰۸۵
سیارک ۵۰۸۵ (به انگلیسی: 5085 Hippocrene، نامگذاری:1977NN) پنج هزار و هشتاد و پنجمین سیارک کشف شده‌است که در ۱۴ ژوئیه ۱۹۷۷ کشف شد.
قدر مطلق سیارک برابر ۱۳٫۸۰ است.